# Necydalis gigantea
Necydalis gigantea là một loài bọ cánh cứng trong họ Cerambycidae.